# 去殖民化和社会解放运动
去殖民化和社会解放运动（法語：Mouvement de décolonisation et d'émancipation sociale，缩写为MDES）是法属圭亚那的一个极左翼政党。该党成立于1991年。该党的意识形态是独立主义、马克思主义、反殖民主义。该党的秘书长是法比安·卡纳维。该党的总部位于卡宴。该党出版刊物《我们的事业》。